# アサシン・ハント
『アサシン・ハント』（原題:The Virtuoso）は2021年に公開されたアメリカ合衆国のスリラー映画である。監督はニック・スタグリアーノ、主演はアンソン・マウントが務めた。

## 概略
凄腕の暗殺者、ヴィルトゥオーソは師匠に借りを返すべく、ある極秘任務を遂行することになった。その任務とは「午後5時にダイナーにいるターゲットを暗殺せよ」というものであった。それ以外に情報を得られぬまま現地へ赴いたヴィルトゥオーソだったが、運の悪いことに、ダイナーには複数人の客とウェイトレスがおり、そもそも誰がターゲットなのかを特定するところから始めなければならなかった。。しかも、ヴィルトゥオーソは怪しげな魅力があるウェイトレスに惹かれてしまい、事態はどんどん混迷していく。

## キャスト
※括弧内は日本語吹替
- ヴィルトゥオーソ：アンソン・マウント（藤真秀）
- ウェイトレス：アビー・コーニッシュ（有賀由樹子）
- 師匠：アンソニー・ホプキンス（土師孝也）
- 一匹狼：エディ・マーサン（中村光樹）
- 保安官代理：デヴィッド・モース（山下タイキ）
- ハンサム・ジョニー：リチャード・ブレイク
- ジョニーの恋人：ディオラ・ベアード

## 製作
2019年5月9日、アンソニー・ホプキンス、アンソン・マウント、アビー・コーニッシュが本作に出演することになったと報じられた。15日、エディ・マーサン、デヴィッド・モース、リチャード・ブレイク、ディオラ・ベアードがキャスト入りした。2020年3月25日、ウィル・ブレアとブルック・ブレアが本作で使用される楽曲を手掛けるとの報道があった。

### 撮影
2019年1月、本作の主要撮影がカリフォルニア州サンタ・イネスで始まり、4月にはペンシルベニア州スクラントンでの撮影も行われた。

## 公開・マーケティング
2021年3月19日、ライオンズゲートが本作の全米配給権を獲得したと報じられた。25日、本作のオフィシャル・トレイラーが公開された。

## 評価
本作に対する批評家の評価は芳しいものではない。映画批評集積サイトのRotten Tomatoesには55件のレビューがあり、批評家支持率は18%、平均点は10点満点で4.1点となっている。サイト側による批評家の見解の要約は「才能あるキャスト陣やユニークなタイトルに騙されてはいけない。『アサシン・ハント』は暗殺者というスリラー映画で何千回と使われてきた設定からフレッシュなものを引き出そうとした。しかし、その試みは基本的なレベルにおいてさえ頓挫していると言える。」となっている。また、Metacriticには7件のレビューがあり、加重平均値は24/100となっている。